# 蒂什基夫卡 (蒂什基夫卡市鎮)
48°29′49″N 30°56′11″E / 48.49694°N 30.93639°E
蒂什基夫卡（烏克蘭語：Тишківка），是烏克蘭中部基洛夫格勒州新烏克蘭卡區蒂什基夫卡市镇内的村落及其行政中心。始建於1743年，面積6.66平方公里，海拔高度157米，2025年人口2,600，人口密度每平方公里524.9人。